# Charles Knowles, 2. Baronet

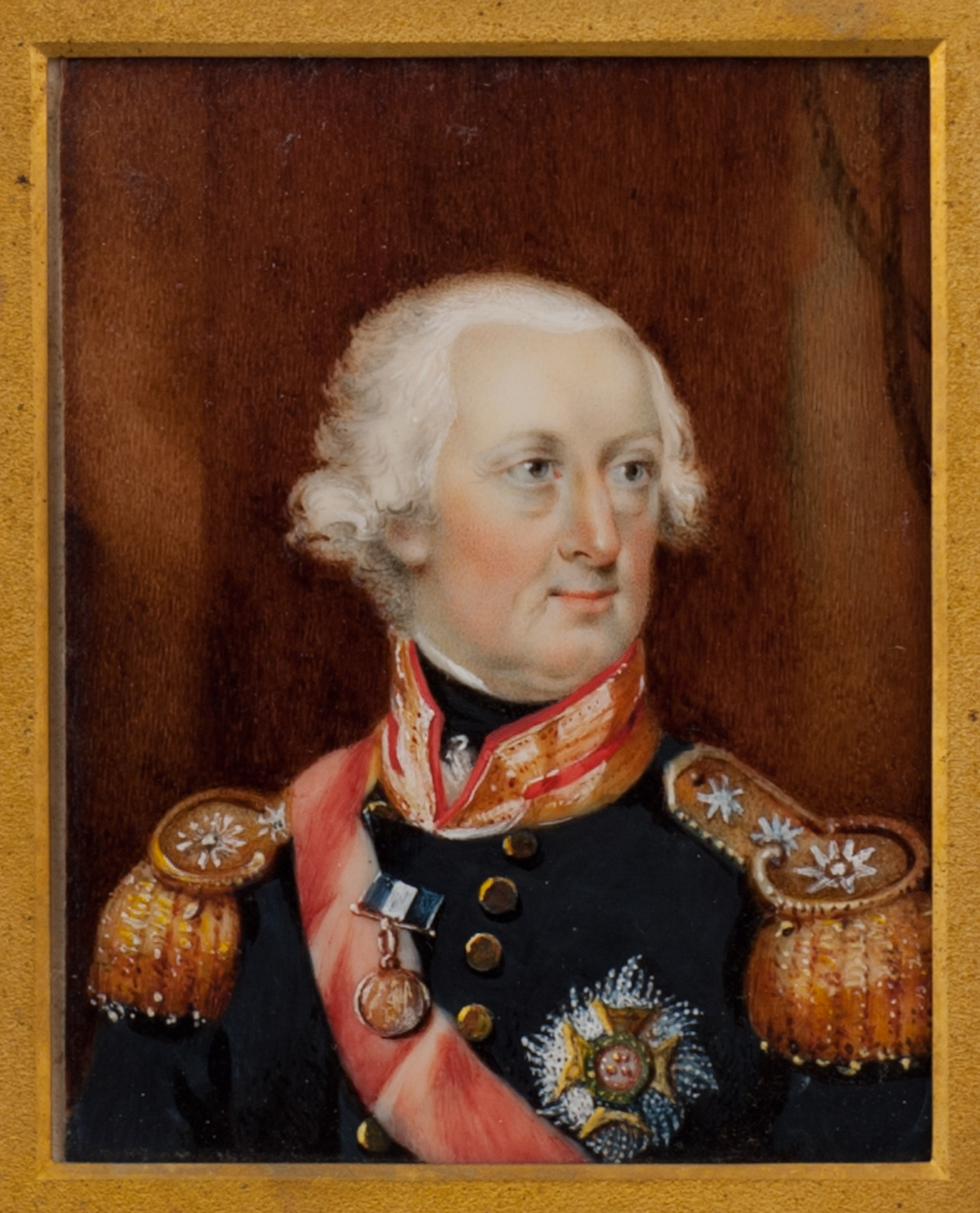
Sir Charles Henry Knowles, 2. Baronet

Sir Charles Henry Knowles, 2. Baronet, GCB (* 24. August 1754 in Kingston; † 28. November 1831) war ein britischer Admiral.

## Laufbahn in der Royal Navy
Nach seiner Schulzeit in Eton, Glasgow und Edinburgh trat er im Jahre 1768 als Midshipman an Bord der 36-Kanonen-Fregatte HMS Venus in die Royal Navy ein. Knowles wurde im Jahre 1773 zum Lieutenant und 1776 zum Commander befördert. 1780 folgte die Ernennung zum Post-Captain. Ab 1781 war er einige Zeit in Gibraltar stationiert. Knowles diente während des Amerikanischen Unabhängigkeitskrieges, der Französischen Revolutionskriege und Napoleonischen Kriege. Er quittierte den aktiven Dienst nach der Schlacht bei Kap St. Vincent.
Den Rest seines Lebens verbrachte er mit seinen Studien, dem Schreiben von sieben Fachbücher und dem Erstellen eines neuen Signalcode im Jahre 1798, basierend auf seinem Buch von 1777 sowie zusätzlichen Berichtigungen, die er in den Jahren 1780, 1787 und 1794 erstellte. Am 14. Februar 1799, dem zweiten Jahrestag der Schlacht von St. Vincent, wurde er zum Rear-Admiral, am 24. April 1804 zum Vice-Admiral und am 31. Juli 1810 zum Admiral befördert. Er empfahl im Jahre 1803 den Einsatz von Ballons zur Beobachtung der französischen Invasionsstreitkräfte bei Brest. Im Jahre 1830 publizierte er sein autobiographisches Werk Observations on Naval Tactics.
Admiral Charles Henry Knowles starb am 28. November 1831 im Alter von 77 Jahren.

## Seeschlacht von Grenada
Im Mai 1779 erhielt er sein erstes Kommando auf dem Versorgungsschiff HMS Supply, welches er am 6. Juli des gleichen Jahres wegen einer Verwundung in der Seeschlacht von Grenada abgeben musste. Während seiner Freistellung vom aktiven Dienst schrieb er sein Buch A Set of Signals for a Fleet on a Plan Entirely New, welches 1777 veröffentlicht wurde.

## Seeschlacht bei Kap St. Vincent (1780)
Im Dezember 1779 heuerte er als Freiwilliger für die Befreiung Gibraltars auf dem 90-Kanonen-Linienschiff HMS Sandwich an, welches unter dem Kommando von Admiral Sir George Rodney stand und diesem als Flaggschiff diente. Am 26. Januar 1780 übertrug Rodney ihm das Kommando für das 18-Kanonen-Schiff HMS Minorca, kurz danach folgte die Ernennung zum Post-Captain. Aufgrund seiner starken Aktivitäten im Mittelmeer während des britisch-spanischen Handelskriegs, wurde er im April 1782 wegen Piraterie und Mord angeklagt. Er konnte sich allerdings erfolgreich gegen diese Anklage verteidigen, wurde zum Senior Naval Officer befördert und kehrte nach Großbritannien als Kommandant des von Spanien erbeuteten 74-Kanonen-Schiffs HMS San Miguel zurück. Nach Ende des Krieges führte Knowles seine Studien fort und machte im Jahre 1788 eine Reise durch Frankreich.

## Glorious First of June
Mit Ausbruch des Ersten Koalitionskrieges im Jahr 1793 erhielt Knowles das Kommando über die 32-Kanonen-Fregatte HMS Daedalus. Er wurde nach Halifax beordert, erhielt aber die Erlaubnis nach Chesapeake zu segeln, von wo aus ein französischer Konvoi plante, mit großen Mengen Getreide an Bord abzusegeln. Knowles segelte von Portsmouth mit einer größtenteils unerfahrenen Mannschaft ab, die er aber bis zum Zeitpunkt seiner Ankunft in Hampton Roads voll ausbilden ließ. Kurz nach seiner Ankunft traf die französische Eskorte ein und der Konvoi stach unter Beobachtung von Knowles in See. Knowles berichtete aktuell an Admiral Lord Howe, der seine Kanalflotte verlegte, um den Konvoi abzufangen, was zur Seeschlacht am Glorreichen 1. Juni führte. Nach Erfüllung seiner Aufgabe segelte er nach Halifax, kam zurück nach Großbritannien, wurde auf das 74-Kanonen-Schiff HMS Edgar kommandiert und verrichtete seinen Dienst in der Nordsee.

## Seeschlacht bei Kap St. Vincent (1797)
Ende 1795 wechselte Knowles zum 74-Kanonen-Schiff HMS Goliath und diente unter Admiral Sir John Jervis in Lissabon. Während seiner dortigen Dienstzeit geriet er in Konflikt mit Jervis, welcher ihn 1796 wegen Missachtung eines mündlichen Befehls vor ein Militärgericht stellen ließ. Während des Verfahrens schwor Jervis persönlicher Adjutant Robert Calder, dass kein Befehl gegeben wurde, und der Leutnant, welcher diesen Befehl angeblich übermitteln sollte, schwor, er hätte keinen erhalten. Zwar wurde die Anklage daraufhin abgewiesen, aber hieraus resultierte der Anfang einer persönlichen Feindschaft zwischen Jervis und Knowles. Während der Schlacht bei Kap St. Vincent am 14. Februar 1797 hatte Knowles immer noch das Kommando auf der Goliath in der Flotte von Jervis. Im Laufe des Gefechts befahl Jervis seinen Schiffen, nacheinander zu wenden, während sie Feindberührung hatten. Knowles tat, wie ihm befohlen, kam unter starken Beschuss und musste zeitweise aus dem Gefecht ausscheiden, da die Segel der Goliath verknotet waren. Als er zur Schlacht zurückkehrte, bemerkte er eine Möglichkeit, an der Luvseite des spanischen Vierdeckers Santísima Trinidad vorbeizulaufen, um ihr den Wind aus den Segeln zu nehmen. Jedoch signalisierte Jervis der Goliath und befahl Knowles, dieses Manöver zu beenden. Am folgenden Morgen beobachteten Knowles auf der Goliath und James Hawkins Whitshed auf der HMS Namur, die angreifbare Situation, in der sich die Santíssima Trinidad befand und versuchten, dies Jervis zu signalisieren. Sie erhielten keine Antwort.
Am folgenden Tag ankerte die Flotte in der Bucht von Lagos. Knowles platzierte die Goliath so, dass sie Flankenschutz geben konnte. Als er an Bord der Victory, des Flaggschiffs von Jervis, ging, wurde ihm von Jervis mitgeteilt, dass die Goliath angreifbar sei, dort wo sie liege. Knowles erwiderte, dass die Spanier wohl kaum in der Lage wären anzugreifen, ginge man nach ihrem Zustand. Während Knowles mit Vize-Admiral William Waldegrave am Abend dinierte, sandte Jervis den Navigator der Victory, um die Goliath zu verlegen, was einen massiven Affront gegen Knowles darstellte. Weiterhin befahl Jervis ihm, das Schiff mit Thomas Foley zu wechseln und die HMS Britannia zu übernehmen. Kurz darauf kehrte Knowles nach Großbritannien zurück.

## Auszeichnungen
Am 19. Dezember 1797 wurde Knowles beim Dankgottesdienst für die Siege von St. Vincent und Camperdown in der St Paul’s Cathedral die Naval Gold Medal verliehen. Anlässlich der Thronbesteigung von König George IV. am 16. Mai 1820 wurde er als Knight Grand Cross des Order of the Bath (GCB) ausgezeichnet.

## Familie und Nachkommen
Knowles wurde als Sohn des damaligen Gouverneurs von Jamaika, Admiral Sir Charles Knowles, 1. Baronet, und seiner Ehefrau Maria Magdalena Theresa de Bouget aus der Familie Bouget zu Aachen geboren. Beim Tod seines Vaters 1777 erbte er dessen Adelstitel Baronet, of Lovell Hill in the County of Berks, der diesem 1765 in der Baronetage of Great Britain verliehen worden war.
Am 10. September 1800 heiratete er Charlotte Johnstone (1782–1867), eine Tochter von Sir Charles Johnstone of Ludlow und Lady Mary Beddoe. Aus dieser Ehe stammen sieben Kinder, von denen sein erstgeborener Sohn Francis Charles Knowles (1802–1892) ihn als 3. Baronet beerbte.